# Zerstörergeschwader 1
1-ша важка винищувальна ескадра (нім. Zerstörergeschwader 1 (ZG 1) — ескадра важких винищувачів Люфтваффе за часів Другої світової війни.

## Історія
1-ша важка винищувальна ескадра почала формування у травні 1939 року, як повноцінна ескадра, але вона не мала свого штабу частини. 1-ша група формувалася з I./ZG 141 з базуванням на аеродромі Дамм, 2-га група у Фюрстенвальде. II група під час мобілізації отримала на озброєнні одномоторні винищувачі Bf 109 і була перейменована на 101-шу винищувальну групу (нім. Jagdgruppe 101). До початку війни підпорядковувалася 1-й авіаційній дивізії. З початком вторгнення до Польщі увійшла до 3-го повітряного флоту.
До квітня 1940 року ZG 1 входила до складу Х повітряного корпусу, що діяв у зоні відповідальності над Північною Німеччиною і Скандинавією. З початком вторгнення до Данії та Норвегії, винищувачі ескадри брали участь у повітряних боях у взаємодії з ZG 76. 9 квітня німецькі винищувачі завдали удару по данських аеродромах та знищили на злітній смузі авіабази Верлесе близько 25 літаків Данських повітряних сил. Лише один данський Fokker D.XXI піднявся в повітря, але миттєво був збитий німцями. Оберлейтенант Віктор Мельдерс, брат Вернера Мельдерса, прийняв офіційну капітуляцію Ольборга після висадки на місцевому аеродромі.
У Норвегії Bf 110 забезпечували супроводження транспортних літаків Ju 52, з десантниками на борту, що висаджувалися в аеропорту Осло-Форнебу. В результаті зіткнення з «Гладіаторами» й від вогню зенітних кулеметів із землі, в битві обидві сторони втратили два літаки. Решту позицій ППО Bf 110 обстріляли, що дозволило наземним військам зайняти аеродром; повітряна підтримка, надана ZG 1, стала ключовою для цієї фази наземного наступу.
У цей час емблема «оси», пов'язана з ZG 1, вперше з'явилася на літаках II групи.
Під час Дивної війни частина ескадри виконувала завдання на Західному фронті. Під час повітряних боїв німецькі льотчики ZG 1 збили низку французьких літаків. 2 квітня командир ескадри гауптман Йоганнес Гентцен став найрезультативнішим пілотом-винищувачем Люфтваффе, коли збив P-6 «Хок» над Аргоннським лісом.
10 травня розпочалася кампанія на Західному фронті, й ZG 1 знищила на землі на авіабазі Гаамстед 26 голландських літаків. Після участі у битві за Францію, 22 червня 1940 року І. група була перейменована на I./Nachtjagdgeschwader 1 (1-е нічне винищувальне крило), а II./ZG 1 стало III./ ZG 76. Таким чином, у період з червня 1940 до початку 1942 року ZG 1 по-суті не існувало.
4 січня 1942 року зі штабу 210-ї ескадри швидкісних бомбардувальників був сформований штаб 1-ї важкої винищувальної ескадри з одночасним формуванням 3-ї групи, яка оснащувалася винищувачами Bf 109E-4/B. У серпні 1942 року III./ZG 1 перекинули до Північної Африки, де пілоти авіагрупи літали на проблематичних Me 210. Протягом 1943 року відбувалося поступове переобладнання на набагато кращий Me 410.
На початку 1943 року штаффель 5./ZG 1 отримав кілька літаків, озброєних 37-мм автоматичними протитанковими гарматами BK 3.7. Ці модифіковані Bf 110 були зведені в Pz.Jg.St./ZG 1 у складі I./ZG 1, і активно застосовувалися як протитанкові літаки під час Курської битви. Однак, здобуті результати були незадовільними й восени 1943 року штаффель перевели до 4./ZG 76.
25 травня 1943 року командир штаффеля 1./ZG 1 обер-лейтенант Егон Альбрехт був нагороджений Лицарським хрестом Залізного хреста за 15 повітряних перемог, 11 наземних перемог, та знищені близько 162 автотранспортних засобів, 254 критих автомобілів, 3 локомотивів, 8 позицій зенітних артилерії, 12 позицій протитанкових гармат і 8 позицій піхоти.
У середині 1943 року після зазнаних важких втрат у битві на Східному фронті, I, II та III групи ескадри були передислоковані на Середземноморський театр війни. У березні-квітні 1943 року в Монтекорвіно-Ровелла II/ZG 1 отримала новітні Bf 110 G-1 і G-2. До серпня вона вела бойові дії, базуючись у центральній Італії. У липні 1943 року 1./ZG 1 перейменували на 1./ZG 26.
У жовтні 1943 року I./ZG 1 прийняла важкі винищувачі Ju 88C та разом із II групою перемістилася у західну Францію. У взаємодії з V./KG 40 німецькі пілоти залучалися до проведення далеких патрулювань над акваторією Біскайської затоки. З липня 1942 до липня 1944 року Ju 88 V./KG 40 та ZG 1 зарахували на свій рахунок 109 перемог у повітряних боях, втративши 117 власних літаків.
У червні 1944 року важка винищувальна ескадра останній раз билася в небі над Нормандією, коли почалося вторгнення західних союзників у Європу. Частина зазнала великих втрат, але здобутки її були занадто скромні. Тому, у липні 1944 року Zerstörergeschwader 1 була розформована, а її особовий склад переведений до складу JG 4 та JG 76.

## Командування

### Командири
- Майор Арфед Крюгер (нім. Arved Crüger) (4 січня — 2 березня 1942)
- Майор Ульріх Дізінг (нім. Ulrich Diesing) (3 березня — 21 вересня 1942)
- Оберстлейтенант Ральф фон Реттберг (нім. Ralph von Rettberg) (22 вересня — 5 жовтня 1942), ТВО
- Оберстлейтенант Пауль-Фрідріх Дар'єс (нім. Paul-Friedrich Darjes) (6 жовтня 1942 — 1 березня 1943)
- Оберстлейтенант Йоахім Блехшмідт (нім. Joachim Blechschmidt) (12 квітня — 13 липня 1943)
- Оберстлейтенант Лотар фон Янсон (нім. Lothar von Janson) (? 1943 — 10 березня 1944)
- Оберстлейтенант Еріх фон Зелле (нім. Erich von Selle) (березень — липень 1944)

### Основні райони базування штабу 1-ї ескадри важких винищувачів[1]
| Час                           | Місто           | Підпорядкованість                 | Основний літак |
| ----------------------------- | --------------- | --------------------------------- | -------------- |
| 4 січня — травень 1942        | Лехфельд        | 8-й повітряний корпус             | Bf 110         |
| Травень — липень 1942         | Бєлгород        | 8-й повітряний корпус             | Bf 110         |
| Липень — серпень 1942         | Армавір         | 8-й повітряний корпус             | Bf 110         |
| Серпень — жовтень 1942        | Краснодар       | 8-й повітряний корпус             | Bf 110         |
| Жовтень — грудень 1942        | Тацинська       | 8-й повітряний корпус             | Bf 110         |
| Грудень 1942 — березень 1943  | Дніпропетровськ | 8-й повітряний корпус             | Bf 110         |
| Березень — травень 1943       | Нойбіберг       | 2-й повітряний флот               | Bf 110         |
| Травень — серпень 1943        | Монтекорвіно    | 2-й повітряний корпус             | Bf 110         |
| Серпень 1943 — 12 червня 1944 | Лор'ян          | Авіаційне командування «Атлантик» | Bf 110/Ju 88C  |
| 12 — 15 червня 1944           | Нант            | —                                 | Ju 88C         |
| 15 — 18 червня 1944           | Булонь          | —                                 | Ju 88C         |
| 19 червня — 16 липня 1944     | Бордо-Мериньяк  | 5-та винищувальна дивізія         | Ju 88C         |
| 16 — 20 липня 1944            | Зальцведель     | —                                 | Ju 88C         |